# ドイツの選挙
ドイツの選挙（ドイツのせんきょ）では、ドイツにおける選挙制度について述べる。

## 概要
ドイツにおける主要な選挙としては、
- 連邦議会選挙（4年ごと）
- 各州議会選挙

などがある。
ドイツの国会は、形式的には、直接選挙によって議員が選ばれる「連邦議会」（小選挙区比例代表併用制）と、各州の代表者によって構成される「連邦参議院」による二院制だが、後者は権限も弱く、また直接選挙でもないので、ドイツの選挙に関しては専ら前者の「連邦議会」のみが取り上げられる。
ドイツでは、国（連邦）も地方（州）も議院内閣制が採られており、選挙によって選出された議会の議員たちによる間接選挙によって、首長（連邦首相・州首相）が決定される。国家元首である連邦大統領も国民による直接選挙ではなく、連邦議会議員と各州議会からの代表によって構成される連邦会議が選出する。